# Anaxilas Ier
Pour les articles homonymes, voir Anaxilas.
Anaxilas Ier fut un roi de Rhégion.

## Biographie
Originaire de Messénie, il attira dans ses États, vers 625 av. J.-C. les Messéniens qui n'avaient pas voulu se soumettre aux Lacédémoniens.
Il fait fortifier Rhégion pour que la ville résiste aux attaques des pirates tyrrhéniens.